# Notozomus faustus
Notozomus faustus är en spindeldjursart som beskrevs av Harvey 2000. Notozomus faustus ingår i släktet Notozomus och familjen Hubbardiidae. Inga underarter finns listade i Catalogue of Life.